# Bluna
Bluna är en läskedryck som funnits sedan 1952. Sedan 1994 har Mineralbrunnen Überkingen-Teinach AG rättigheterna till varumärket. 
Bluna lanserades av F. Blumhoffer Nachfolger GmbH i Köln och dess dåvarande chef Karl Flach och blev en stor försäljningsframgång tillsammans med företagets Afri-Cola.